# Руски военен кораб, иди на хуй
„Руски военен кораб, иди на хуй!“ (на руски: Русский военный корабль, иди на хуй) e интернет мем, фраза, произнесeна на 24 февруари 2022 г. от украински граничар в отговор на предложението на руския военен кораб да се предаде. Събитието се случва по време на атаката над остров Змийски в хода на нахлуването на Русия в Украйна, „руският военен кораб“ – участник в събитието – е флагманът на руския Черноморски флот, ракетният крайцер „Москва“, а автор на фразата – украинският граничар Роман Валентинович Грибов.
Фразата започва активно да се използва в различни сфери: СМИ, културата, изкуството, при масови събирания; а също така широко се използва от официални лица, артисти и политици.
Роман Грибов, след размяна на пленници, е награден. Крайцерът „Москва“ потъва на 14 април 2022 г. (според твърдението на Министерството на отбраната на РФ – в резултат на взрив на боеприпаси и при последващото буксиране на кораба към пристанището. Според заявлението на украинската страна и според мнението на експерти – в резултат на осъщестен на 13 април 2022 г. удар на Военноморските сили на Украйна чрез ракетен комплекс „Нептун“). Остров Змийски, на 30 юни 2022 г., се връща под контрола на Украйна.

## История
Според Руската служба на Би Би Си, предложението е следното: „Остров Змийски. Аз съм руски военен кораб. С цел избягване на кръвопролитието ви предлагам да хвърлите своето оръжие и да се предадете. В противен случай по вас ще бъде нанесен удар. Как ме чувате, Змийски? Приемам.“.
На 28 февруари ВМС на Украйна обявява, че украинските военни от остров Змийски са живи и, според техните думи, се намират в руски плен. Допълнителна официална информация за това, ще им бъде ли все пак връчено званието „Герой на Украйна“ или не, а също така ще бъдат наградени само граничарите или всички защитници на острова, след това няма.

На 27 март в интервю на руски журналисти от портала „Meduza“, изданията „КоммерсантЪ“ и „Новая газета“, а също така телеканала „Дождь“ и YouTube-канала „Зигарь“ президентът на Украйна Володимир Зеленски на молбата да уточни историята за руския военен кораб и да разкаже, какво всъщност е станало там, съобщава:
| „ | Част от тях загинаха. Част е взета в плен… Това е. Тези които са взети в плен, те са разменени — имаше обмен срещу войници на Руската Федерация. Русия предложи това. Ние, без да се замисляме, ги разменихме. Това е всичко. Тези, които загинаха, паднаха… загинаха… те, собствено казано, са герои, за нас. А тези, които оцеляха — момчетата, ние ги разменихме, и толкова. Ние направихме две размени. | “ |

Всичко са разменени 19 военнослужещи от остров Змийски (а не 13, както се твърди първоначално), сред тях е и Грибов, на когото се приписва и фразата за руския кораб.

## Обществена реакция
Руската служба на Би Би Си отбелязва, че „произнесената от украинските граничари нецензурна фраза някои потребители използват като аватар в социалните мрежи“.
Американският вестник Navy Times пише, че в социалните мрежи украинците възриемат тази фраза като призив за сплотяване, и тя е подхваната от поддръжниците на Украйна по целия свят. На свой ред новинарското списание The Week сравнява тази фраза с „Помни Аламо“, фразата, която използват защитниците на мисията в Тексас през XIX век.
Руският културен историк Евгений Ермолин провежда паралел между отговора на украинците на предложението да се предадат и писмото на запорожките казаци до турския султан.

## Употреба
Фразата активно се използва по стендове и рекламни табели по цяла Украйна, а също така в градове на Литва (Вилнюс, Каунас, Клайпеда), както съобщава радио „Свободна Европа“, в качеството на „патриотично и пропагандо съобщение“.

### Пощенска марка
Генералният директор на „Укрпоща“ обявява конкурс за най-добър проект за пощенска марка. Към обществеността за гласуване са предложени 50 варианта и победител става проектът с кораба. „Укрпоща“ пуска пощенските марки през март. Авторът на фразата Роман Грибов и генералният директор на „Укрпоща“ Игор Смилянский в Киевската пощенска палата подписват първите пощенски пликове за писма с дадените пощенски марки.
Към средата на април са издадени 700 хил. марки, от които 200 хил. са запазени за контролираните от Русия украински територий, включая Крим. Два листа с марката, заедно с тениска, са предадени на премиера на Великобритания Борис Джонсън като знак на благодарност за оказваната от Великобритания поддръжка на Украйна.
През февруари 2023 г. Русский военный корабль е избрана за най-хубавата военна марка, със 198 хил. гласа и изпреварвайки пощенския блок „Вільні. Незламні. Непереможні“ (123 хил.) и марката „Добър вечер, ние сме от Украйна“ (на украински: „Доброго вечора, ми з України“).

### Музика, поезия
Практически веднага откликва киевското театрално сдружение „DSP“, записвайки театрална адаптация на „Петте думи“.

### Търговска марка
На 17 март 2022 г. списанието World Trademark Review (WTR) съобщава, че адвокатите на Грибов, чрез неговото семейство и украинските военни, са подали заявка за регистрацията на слогана като търговска марка (запазена марка) в ЕС, както на кирилица, така и на английски език. Юристите поясняват пред WTR, че причината за подаване на заявката е необходимостта да се защити фразата от аналогични заявки на компании за производство на дрехи от САЩ и Литва, които също така правят опити да регистрират, за себе си, този слоган като търговска марка.

### По света
- Протестиращи с плакати в Хелзинки след нападението на Русия срещу Украйна през 2022 г. Надписите са „Путлер капут“, „Российский военный корабль, иди на хуй“, „Поддержи Украину“…
- Демонстрация в Маастрихт (Нидерландия) против войната в Украйна (26 февруари 2022 г.)
- В акцията на протест в Познан (Полша) против военната намеса на Руската Федерация в суверенна Украйна активно се използва знаменитата фраза (26 февруари 2022 г.)
- Антивоенен митинг в Бърно (Чехия). Лозунгът е на руски език (27 февруари 2022 г.)
- Протест против руското нахлуване в Украйна на площад Ха-Бима в Тел Авив
- Митинг в поддръжка на Украйна в Кълъмбъс (щата Охайо, САЩ) с използването на популярната фраза (26 февруари 2022 г.)
- Фразата-мем на плакат, Лондон (Великобритания)
- Надписът в Каунас (Литва)
- Надписът в Киев върху гараж

## Коментари
1. ↑  Понякога се среща написано слято — „нахуй“ вместо „на хуй“. Поради цензурата в новините ругатнята също така може да е заменена с точки: „Руски военен кораб, иди на...“ (на руски: Русский военный корабль, иди на ...) или със звездички: „Руски кораб, иди ***** [по дяволите]“ (на руски: Русский корабль, иди ***** [к черту])).